# Bokförlaget Kärret
Bokförlaget Kärret är ett svenskt bokförlag, grundat 1993 av Göran Dahlman. Bland förlagets utgivna författare återfinns Gunnar Wall, Sven Anér, Hans Dahlman och Göran Dahlman.